# Solaenoiulus lohmanderi
Solaenoiulus lohmanderi är en mångfotingart som beskrevs av Christoph D. Schubart 1932. Solaenoiulus lohmanderi ingår i släktet Solaenoiulus och familjen kejsardubbelfotingar. Inga underarter finns listade i Catalogue of Life.